# Norman Levinson
Norman Levinson (* 11. August 1912 in Lynn, Massachusetts; † 10. Oktober 1975 in Boston) war ein US-amerikanischer Mathematiker, der auf dem Gebiet der Analysis (harmonische Analyse, Differentialgleichungen) und analytischen Zahlentheorie arbeitete.

## Leben und Werk
Levinson war der Sohn armer jüdischer Emigranten aus Russland. 1929 begann er Elektrotechnik am MIT zu studieren. 1934 machte er seinen Abschluss. Nebenbei hatte er schon fast alle angebotenen Mathematik-Kurse belegt und 1933 beim Besuch eines Kurses über Fourier-Analysis bei Norbert Wiener eine Lücke in einer Arbeit entdeckt und geschlossen, die Wiener ihm zum Korrekturlesen gegeben hatte. Daraus wurde seine erste (von Wiener persönlich getippte und eingeschickte) mathematische Veröffentlichung. Danach ging er mit einem Stipendium nach Cambridge zu Hardy und Littlewood. 1935 wurde er am MIT promoviert und ging dann zu John von Neumann ans Institute for Advanced Study. 1937 wurde er Instructor am MIT (auf besondere Empfehlung von Wiener und Hardy, der Direktor Vannevar Bush wollte eigentlich keine Juden einstellen) und 1939 Assistenzprofessor (eine volle Professur erhielt er erst 1949). 1940 schloss er seine Untersuchungen zur Fourieranalysis mit seinem Buch Gap and density theorems (AMS Colloquium Publication Series) ab und wandte sich der Theorie der nichtlinearen Differentialgleichungen zu, wobei er teilweise auf den Arbeiten von Littlewood und Cartwright aufbaute. Seine Arbeiten auf diesem Gebiet fasste er in dem Buch Theory of Ordinary Differential Equations von 1955 (mit Earl Coddington) zusammen. 1953 erhielt er für diese Arbeiten den Bôcher Memorial Prize. Levinson arbeitete auch über inverse Probleme. Seine Arbeiten über Zeitreihen (er formulierte das Wiener-Chintschin-Theorem für zeitdiskrete Signale) hatten direkte praktische Anwendungen in der Geophysik (z. B. in der Offshore-Ölsuche). In den 1970er Jahren wandte er sich der analytischen Zahlentheorie zu und bewies, dass mindestens ein Drittel der nicht-trivialen Nullstellen der riemannschen Zetafunktion auf der kritischen Geraden (Realteil 1/2) liegen, ein wichtiger Schritt in der Geschichte der Beweisversuche zur immer noch offenen Riemannschen Vermutung. Kurz danach erkrankte er an einem Gehirntumor und starb.
Levinson war seit 1938 verheiratet und hatte zwei Töchter.
1945 wurde Levinson in die American Academy of Arts and Sciences gewählt, 1967 in die National Academy of Sciences. 1971 erhielt er den Chauvenet-Preis für A Motivated Account of an Elementary Proof of the Prime Number Theorem.
Zu seinen 34 Doktoranden zählt Raymond Redheffer.

## Schriften
- John A. Nohel, David H. Sattinger (Hrsg.): Selected papers of Norman Levinson. MIT, Birkhäuser, 1998
- mit Earl Coddington: Theory of ordinary differential equations. McGraw Hill 1972, Krieger 1984
- Gap and density theorems, AMS Colloquium Publications 1940
- More than one third of Zeros of Riemann´s Zeta Function are on {\displaystyle \sigma ={\frac {1}{2}}}, Advances in Mathematics, Band 13, 1974, S. 383–436.